# Pancho Segura
Francisco Olegario Segura, detto Pancho (Guayaquil, 20 giugno 1921 – Carlsbad, 18 novembre 2017), è stato un tennista e allenatore di tennis ecuadoriano.
È stato tra i migliori dilettanti al mondo fino al 1947 e tra i migliori professionisti nel ventennio successivo ed era famoso per la potenza dei suoi colpi di dritto impugnando la racchetta a due mani. È considerato uno dei più grandi sportivi ecuadoriani di tutti i tempi.

## Biografia
Nato in Ecuador da una famiglia povera, da bambino soffre di rachitismo, che gli rende le gambe curve. Inizia a giocare a tennis in un club di Guayaquil dove fa il raccattapalle. In giovane età si fa una buona fama in Sudamerica e viene chiamato a giocare negli Stati Uniti dal campione Gardnar Mulloy, diventato capo allenatore della squadra di tennis dell'Università di Miami, con la quale Segura vince tre titoli NCAA consecutivi in singolare tra il 1943 e il 1945.
Tra il 1942 e il 1945 raggiunge quattro semifinali consecutive in singolare agli US Championships, il vecchio nome degli US Open, senza tuttavia arrivare al match per il titolo. In doppio si presenta a quattro finali Slam senza riuscire ad aggiungere il suo nome a quello dei vincitori, nel doppio maschile perde le finali agli U.S. National Championships 1944 e al Roland Garros 1946, mentre in doppio misto perde quelle agli U.S. National Championships del 1943 e 1947. Tra i tornei vinti in singolare in questo periodo vi sono gli U.S. Men's Clay Court Championships del 1944 e gli U.S. National Indoor Tennis Championships e i Queen's Club Championships nel 1946.
Passa tra i professionisti nel 1947, tra i tornei riservati a questa categoria ha ottenuto grandi risultati agli U.S. Pro Tennis Championships dove vanta tre vittorie (su tre superfici diverse) in sette finali. Conclude due anni in vetta alla classifica mondiale, nel 1950 alla pari con Jack Kramer e nel 1952 appaiato a Pancho Gonzales.
Nel 1962 disputa la sua ultima finale agli U.S. Pro Tennis Championship e quello stesso anno inizia la carriera di allenatore al Beverly Hils Tennis Club di Los Angeles, continua comunque a giocare tra i professionisti raccogliendo altri successi. Nel 1968 diventa il coach del giovanissimo Jimmy Connors. Sempre nel 1968 ha inizio l'era Open e Segura torna a giocare nei tornei fino ad allora amatoriali, tra cui quelli del Grande Slam. Non vincerà altri tornei, negli ultimi anni dirada le sue apparizioni e disputa l'ultimo incontro in singolare tra i professionisti nel 1974 al La Costa Open di Carlsbad, all'età di 52 anni, giocando ancora alcuni tornei in doppio fino al 1976.
Nel 1973 Jack Kramer scrisse che il dritto di Segura e il rovescio di Don Budge erano i migliori colpi nella storia del tennis, e nel 1979 lo include nella lista dei migliori tennisti di tutti i tempi. Cinque anni dopo Segura entra a far parte dell'International Tennis Hall of Fame. Nel 1991 prende la cittadinanza statunitense.
Segura è morto nel 2017 per le complicazioni della malattia di Parkinson.

## Statistiche

### Singolare

#### Pro Slam

##### Vinte (3)
| Anno | Torneo                        | Superficie      | Avversario in finale | Punteggio                 |
| 1950 | U.S. Pro Tennis Championships | Terra rossa (i) | Frank Kovacs         | 6–1, 1–6, 8–6, 4–4 ritiro |
| 1951 | U.S. Pro Tennis Championships | Erba            | Pancho Gonzales      | 6–0, 8–6, 6–1             |
| 1952 | U.S. Pro Tennis Championships | Parquet indoor  | Pancho Gonzales      | 3–6, 6–4, 3–6, 6–4, 6–0   |

##### Perse (8)
| Anno | Torneo      | Superficie | Avversario in finale | Punteggio                        |
| 1951 | Wembley Pro | Indoor     | Pancho Gonzales      | 2–6, 2–6, 6–2, 4–6               |
| 1955 | US Pro      | Indoor     | Pancho Gonzales      | 16–21, 21–19, 8–21, 22–20, 19–21 |
| 1956 | US Pro      | Indoor     | Pancho Gonzales      | 15–21, 21–13, 14–21, 20–22       |
| 1957 | Wembley Pro | Indoor     | Ken Rosewall         | 6–1, 3–6, 4–6, 6–3, 4–6          |
| 1957 | US Pro      | Indoor     | Pancho Gonzales      | 3–6, 6–3, 5–7, 1–6               |
| 1959 | Wembley Pro | Indoor     | Malcolm Anderson     | 6–4, 4–6, 6–3, 3–6, 6–8          |
| 1960 | Wembley Pro | Indoor     | Ken Rosewall         | 7–5, 6–8, 1–6, 3–6               |
| 1962 | US Pro      | Indoor     | Butch Buchholz       | 4–6, 3–6, 4–6                    |

#### Titoli da dilettante (1939-1947)
| Anno             | Torneo                                                          | Superficie  | Avversario in finale            | Punteggio            |
| 8 giugno 1939    | River Plate Championships, Buenos Aires                         |             | Lucilo del Castillo             | 2-6 6-3 11-9 6-2     |
| 2 dicembre 1939  | Argentina International Championships, Buenos Aires             |             | John Bromwich                   | 2-6 6-3 4-6 6-4 6-1  |
| aprile 1940      | Chilean National Championships, Santiago                        |             | Salvador Deik                   | 4-6 6-4 6-0          |
| 19 maggio 1941   | Brooklyn Championships, New York                                |             | Ladislav Hecht                  | 3-6 4-6 6-1 6-1 6-2  |
| 4 febbraio 1942  | Florida West Coast Championships, St. Petersburg                |             |                                 |                      |
| 27 giugno 1942   | Tri-State Championships, Cincinnati                             | Terra rossa | Bill Talbert                    | 1-6 6-2 6-4 12-10    |
| 5 luglio 1942    | Kings County Championships, Brooklyn                            |             | Ladislav Hecht                  | 6-4 8-10 6-4 7-5     |
| 12 luglio 1942   | New Jersey State Championships, Orange                          |             | Ladislav Hecht                  | 6-0 6-0 6-0          |
| 20 luglio 1942   | Eastern Clay Court Championships, Jackson Heights               | Terra rossa | Frederick Ted Rudolph Schroeder | 7-5 6-3 4-6 6-2      |
| 23 agosto 1942   | Longwood Bowl, Brookline                                        | Erba        | Gardnar Mulloy                  | 6-3 6-4 7-9 3-6 6-1  |
| 30 dicembre 1942 | Sugar Bowl Invitation, New Orleans                              |             | Earl P. Bartlett Jr.            | 3-6 6-2 6-1 6-4      |
| 10 gennaio 1943  | Pan American InternationalChampionships, Città del Messico      |             | Bill Talbert                    | 4-6 6-4 6-2 2-6 6-3  |
| 22 febbraio 1943 | Mid-Winter Championships, Miami                                 |             | William E. Gillespie            | 6-3 6-0 6-2          |
| 4 luglio 1943    | New Jersey State Championships, Elizabeth                       |             | Robert J. Odman                 | 6-2 7-5 6-1          |
| 15 agosto 1943   | Eastern Grass Court Championships, Rye                          | Erba        | Joseph R. Hunt                  | 6-4 6-1 6-3          |
| 22 agosto 1943   | Southampton Invitation, Southampton                             | Erba        | Sidney Wood                     | 6-3 7-5 9-7          |
| 18 ottobre 1943  | Pan American International Championships (2), Città del Messico |             | Bill Talbert                    | 6-2 6-3 6-2          |
| 19 giugno 1944   | U.S. Men's Clay Court Championships, Detroit                    | Terra rossa | Bill Talbert                    | 6-1 2-6 7-5 6-3      |
| 26 giugno 1944   | Tri-State Championships, Cincinnati                             | Terra rossa | Bill Talbert                    | 9-11 6-2 7-5 2-6 7-5 |
| 10 luglio 1944   | Western Championships, Neenah                                   | Terra rossa | Bill Talbert                    | 9-11 6-2 7-5 2-6 7-5 |
| 27 agosto 1944   | Southampton Invitation, Southampton                             | Erba        | Don McNeill                     | 7-5 2-6 6-4 6-1      |
| 30 giugno 1945   | National Collegiate Championships, Evanston                     | Terra rossa | Frank Mehner                    | 6-2 6-3 6-3          |
| 16 marzo 1946    | U.S. National Indoor Tennis Championships, New York             |             | Don McNeill                     | 1-6 6-3 6-4 7-5      |
| 1º aprile 1946   | City of Miami Championships, Miami                              |             | Bill Talbert                    | 6-8 6-0 6-1          |
| 22 giugno 1946   | Queen's Club Championships, Londra                              | Erba        | Dinny Pails                     | 6-4 0-6 6-4          |
| 16 febbraio 1947 | Torneo di La Jolla, La Jolla                                    |             | Frederick Ted Rudolph Schroeder | 6-4 6-1              |
| 3 agosto 1947    | Southampton Invitation, Southampton                             | Erba        | Seymour Greenberg               | 6-4 6-4 4-6 6-1      |
| 6 novembre 1947  | Brazil International Championships, Rio de Janeiro              |             | Frank Andrew Parker             | 6-3 0-6 7-5 6-2      |

#### Titoli da professionista (1947-1967)
| Anno              | Torneo                                             | Superficie         | Avversario in finale | Punteggio                 |
| 2 gennaio 1950    | Paris Pro Indoor Championships, Parigi             |                    |                      | Round Robin               |
| 12 giugno 1950    | U.S. Pro Tennis Championships, Cleveland           | Terra rossa indoor | Frank Kovacs         | 6-1, 1-6, 8-6, 4-4 ritiro |
| 4 luglio 1951     | U.S. Pro Tennis Championships, Forest Hills        | Erba               |                      | Round robin               |
| settembre 1951    | Berlin Pro Championships, Berlino                  | Terra rossa        |                      | Round Robin               |
| 12 settembre 1951 | Canadian Pro Championships, Québec                 |                    | Frank Kovacs         | 6-3 10-12 6-3 6-3         |
| 2 marzo 1952      | US Pro Clay Court Championships, St. Augustine     | Terra rossa        | Bobby Riggs          | 6-1, 7-5, 6-4             |
| giugno 1952       | U.S. Pro Tennis Championships, Lakewood            | Parquet indoor     | Pancho Gonzales      | 3-6, 6-4, 3-6, 6-4, 6-0   |
| 29 giugno 1952    | French Pro Championship, Parigi                    | Parquet indoor     |                      | Round Robin               |
| 14 giugno 1952    | Canadian Pro Championships, Québec                 |                    | Don Budge            | 6-2 2-6 6-2 6-0           |
| 9 luglio 1953     | Venezuela Pro Championships, Caracas               |                    |                      | Round Robin               |
| 1º agosto 1953    | Slazenger Pro Championships, Scarborough           |                    | Frank Sedgman        | 2-6 6-4 3-6 6-4 8-6       |
| 9 agosto 1953     | Riccione Pro Championships, Riccione               |                    | Frank Sedgman        | 8-4 0-6 6-4               |
| 14 agosto 1953    | Rimini Pro Championships, Rimini                   |                    | Frank Sedgman        | 6-8, 6-4, 6-3             |
| 28 novembre 1953  | Lyon Pro Championships, Lione                      |                    |                      | Round Robin               |
| 22 agosto 1954    | Pacific Coast Pro Championships, Beverly Hills     | Terra rossa        | Pancho Gonzales      | 4-6 6-4 9-7               |
| 10 febbraio 1957  | Australian Pro Championships, Sydney               | Erba               | Frank Sedgman        | 7-5 6-0 6-4               |
| 5 giugno 1958     | Alaska Pro Indoor Championships, Anchorage         |                    | Tony Trabert         |                           |
| 6 luglio 1958     | Masters Round Robin Pro Championships, Los Angeles |                    |                      | Round Robin               |
| 25 ottobre 1959   | Tel Aviv Pro Championships, Tel Aviv               |                    |                      | Round Robin               |
| 28 luglio 1961    | San Remo Pro Championships, Sanremo                | Terra rossa        | Andrés Gimeno        | 9-7 6-3                   |
| 31 luglio 1961    | Viareggio Pro Championships, Viareggio             |                    | Tony Trabert         |                           |
| 6 agosto 1961     | Dutch Pro Championships, Noordwijk-on-sea          |                    | Andrés Gimeno        | 6-3 6-3                   |
| 5 agosto 1962     | Scheveningen Pro Championships, Scheveningen       |                    | Luis Ayala           | 6-3 6-3                   |
| 9 agosto 1962     | Pescara Pro Championships, Pescara                 |                    | Luis Ayala           |                           |
| 12 agosto 1962    | Cava dei Tirreni Pro Championships, Napoli         |                    | Malcolm J. Anderson  | 6-3 6-3                   |
| 15 agosto 1962    | Cannes Pro Championships, Cannes                   |                    | Lew Hoad             | 6-4 8-6 6-3               |
| 15 agosto 1965    | California State Pro Championships, Monterey       |                    | Leonzio Collas       |                           |
| 10 ottobre 1965   | Pacific Coast Pro Championships, Fresno            |                    | N. Carter            |                           |
| 2 ottobre 1966    | Fresno Pro Championships, Fresno                   |                    | Barry MacKay         |                           |